# Okres Weiz
Okres Weiz je okres v rakouské spolkové zemi Štýrsko. Má rozlohu 1097,76 km² a žije tam 92 373 obyvatel (1. 1. 2023). Sídlem okresu je město Weiz. Sousedí s okresy Bruck-Mürzzuschlag, Hartberg-Fürstenfeld, Štýrský Hradec-okolí a spolkovou zemí Dolní Rakousko. Okres se dále člení na 31 obcí - z toho dvě města Weiz a Gleisdorf.